# CONCACAF-kampioenschap voetbal onder 20 - 2013
Het CONCACAF voetbalkampioenschap onder 20 van 2013 werd gehouden van 18 februari 2013 tot en met 3 maart 2013 in Mexico. De nummers één tot en met vier plaatsen zich voor het Wereldkampioenschap voetbal onder 20 - 2013 in Turkije. Dat waren Cuba, El Salvador, de Verenigde Staten en Mexico.

## Gekwalificeerde teams
| Regio                    | kwalificatietoernooi                     | Gekwalificeerde landen                    |
| ------------------------ | ---------------------------------------- | ----------------------------------------- |
| Caraïben (CFU)           | Caraïbisch kwalificatietoernooi          | Cuba Curaçao Haïti Jamaica Puerto Rico    |
| Centraal-Amerika (UNCAF) | Centraal-Amerikaans kwalificatietoernooi | Costa Rica El Salvador Nicaragua Panama   |
| Noord-Amerika (NAFU)     | Automatisch gekwalificeerd               | Canada Mexico (gastland) Verenigde Staten |

## Speelsteden
| Puebla             | Puebla                         |
| ------------------ | ------------------------------ |
| Estadio Cuauhtémoc | Estadio Olímpico Universitario |
| Capaciteit: 49.000 | Capaciteit: 20.700             |
|                    |                                |

## Groepsfase

### Groep A
| Team             | AW | G | G | V | DV | DT | DS | Ptn |
| ---------------- | -- | - | - | - | -- | -- | -- | --- |
| Verenigde Staten | 2  | 2 | 0 | 0 | 3  | 1  | +2 | 6   |
| Costa Rica       | 2  | 1 | 0 | 1 | 1  | 1  | 0  | 3   |
| Haïti            | 2  | 0 | 0 | 2 | 1  | 3  | −2 | 0   |

|                                |               |         |                   |                                                                                         |
| 18 februari 2013 17:30 (UTC−6) | Haïti         | 1 – 2   | Verenigde Staten  | Estadio Olímpico Universitario, Puebla Toeschouwers: 3.827 Scheidsrechter: Jafeth Perea |
| 18 februari 2013 17:30 (UTC−6) | Jean-Dany 49' | Verslag | 3' Gil 26' Cuevas | Estadio Olímpico Universitario, Puebla Toeschouwers: 3.827 Scheidsrechter: Jafeth Perea |

|                                |            |                    |       |                                                                                        |
| 20 februari 2013 17:30 (UTC−6) | Costa Rica | 1 – 0              | Haïti | Estadio Olímpico Universitario, Puebla Toeschouwers: 3.128 Scheidsrechter: Óscar Reyna |
| 20 februari 2013 17:30 (UTC−6) | Ruíz 22'   | Verslag[dode link] |       | Estadio Olímpico Universitario, Puebla Toeschouwers: 3.128 Scheidsrechter: Óscar Reyna |

|                                |                  |         |            |                                                                                              |
| 22 februari 2013 17:30 (UTC−6) | Verenigde Staten | 1 – 0   | Costa Rica | Estadio Olímpico Universitario, Puebla Toeschouwers: 3.123 Scheidsrechter: Enrico Wijngaarde |
| 22 februari 2013 17:30 (UTC−6) | Villarreal 63'   | Verslag |            | Estadio Olímpico Universitario, Puebla Toeschouwers: 3.123 Scheidsrechter: Enrico Wijngaarde |

### Groep B
| Team      | AW | G | G | V | DV | DT | DS | Ptn |
| --------- | -- | - | - | - | -- | -- | -- | --- |
| Cuba      | 2  | 2 | 0 | 0 | 5  | 1  | +4 | 6   |
| Canada    | 2  | 1 | 0 | 1 | 6  | 3  | +3 | 3   |
| Nicaragua | 2  | 0 | 0 | 2 | 1  | 8  | −7 | 0   |

|                        |                |                    |             |                                                                                               |
| 18 februari 2013 20:00 | Cuba           | 2 – 1              | Canada      | Estadio Olímpico Universitario, Puebla Toeschouwers: 3.827 Scheidsrechter: José Peñaloza Soto |
| 18 februari 2013 20:00 | Reyes 69', 78' | Verslag[dode link] | 90' Vukovic | Estadio Olímpico Universitario, Puebla Toeschouwers: 3.827 Scheidsrechter: José Peñaloza Soto |

|                        |           |                    |                            |                                                                                            |
| 20 februari 2013 20:00 | Nicaragua | 0 – 3              | Cuba                       | Estadio Olímpico Universitario, Puebla Toeschouwers: 3.128 Scheidsrechter: Sherwin Johnson |
| 20 februari 2013 20:00 |           | Versalg[dode link] | 28' Diz 47' Luis 64' Reyes | Estadio Olímpico Universitario, Puebla Toeschouwers: 3.128 Scheidsrechter: Sherwin Johnson |

|                        |                                                             |                    |                  |                                                                                          |
| 22 februari 2013 20:00 | Canada                                                      | 5 – 1              | Nicaragua        | Estadio Olímpico Universitario, Puebla Toeschouwers: 3.123 Scheidsrechter: Javier Santos |
| 22 februari 2013 20:00 | Piette 6' Clarke 28', 53' Eustaquio 38' (pen.) McKendry 63' | Verslag[dode link] | 45' (pen.) Pavón | Estadio Olímpico Universitario, Puebla Toeschouwers: 3.123 Scheidsrechter: Javier Santos |

### Groep C
| Team        | AW | G | G | V | DV | DT | DS | Ptn |
| ----------- | -- | - | - | - | -- | -- | -- | --- |
| Panama      | 2  | 2 | 0 | 0 | 8  | 0  | +8 | 6   |
| Jamaica     | 2  | 1 | 0 | 1 | 4  | 5  | −1 | 3   |
| Puerto Rico | 2  | 0 | 0 | 2 | 1  | 8  | −7 | 0   |

|                        |             |         |                                      |                                                                                    |
| 19 februari 2013 17:30 | Puerto Rico | 1 – 4   | Jamaica                              | Estadio Cuauhtémoc, Puebla Toeschouwers: 21.000 Scheidsrechter: Hugo Cruz Alvarado |
| 19 februari 2013 17:30 | Strain 22'  | Verslag | 8' Holness 60' Lowe 69, 82' Anderson | Estadio Cuauhtémoc, Puebla Toeschouwers: 21.000 Scheidsrechter: Hugo Cruz Alvarado |

|                        |                                          |                    |             |                                                                            |
| 21 februari 2013 17:30 | Panama                                   | 4 – 0              | Puerto Rico | Estadio Cuauhtémoc, Puebla Toeschouwers: 4.635 Scheidsrechter: Dave Gantar |
| 21 februari 2013 17:30 | Ramírez 10', 87' Chen 84' González 90+2' | Verslag[dode link] |             | Estadio Cuauhtémoc, Puebla Toeschouwers: 4.635 Scheidsrechter: Dave Gantar |

|                        |         |         |                                          |                                                                                 |
| 23 februari 2013 15:30 | Jamaica | 0 – 4   | Panama                                   | Estadio Cuauhtémoc, Puebla Toeschouwers: 12.886 Scheidsrechter: Edvin Jurisevic |
| 23 februari 2013 15:30 |         | Verslag | 45', 57' Ramírez 79' Piggott 85' Jiménez | Estadio Cuauhtémoc, Puebla Toeschouwers: 12.886 Scheidsrechter: Edvin Jurisevic |

### Groep D
| Team        | AW | G | G | V | DV | DT | DS | Ptn |
| ----------- | -- | - | - | - | -- | -- | -- | --- |
| Mexico      | 2  | 2 | 0 | 0 | 6  | 0  | +6 | 6   |
| El Salvador | 2  | 1 | 0 | 1 | 2  | 4  | −2 | 3   |
| Curaçao     | 2  | 0 | 0 | 2 | 1  | 5  | −4 | 0   |

|                        |                           |                    |         |                                                                             |
| 19 februari 2013 20:00 | Mexico                    | 3 – 0              | Curaçao | Estadio Cuauhtémoc, Puebla Toeschouwers: 34.236 Scheidsrechter: Dave Gantar |
| 19 februari 2013 20:00 | Corona 21', 33' Bueno 35' | Verslag[dode link] |         | Estadio Cuauhtémoc, Puebla Toeschouwers: 34.236 Scheidsrechter: Dave Gantar |

|                        |                     |         |              |                                                                                   |
| 21 februari 2013 20:00 | El Salvador         | 2 – 1   | Curaçao      | Estadio Cuauhtémoc, Puebla Toeschouwers: 4.618 Scheidsrechter: Raúl Castro Zuniga |
| 21 februari 2013 20:00 | Ayala 25' Mejía 65' | Verslag | 76' Merencia | Estadio Cuauhtémoc, Puebla Toeschouwers: 4.618 Scheidsrechter: Raúl Castro Zuniga |

|                        |                                         |                    |             |                                                                                    |
| 23 februari 2013 18:00 | Mexico                                  | 3 – 0              | El Salvador | Estadio Cuauhtémoc, Puebla Toeschouwers: 37.302 Scheidsrechter: Hugo Cruz Alvarado |
| 23 februari 2013 18:00 | Escoboza 14' Gómez 52' Ayala (e.d.) 86' | Verslag[dode link] |             | Estadio Cuauhtémoc, Puebla Toeschouwers: 37.302 Scheidsrechter: Hugo Cruz Alvarado |

## Knock-outfase

### Kwartfinale
|                        |                                         |         |                         |                                                                                          |
| 26 februari 2013 17:00 | Verenigde Staten                        | 4 – 2   | Canada                  | Estadio Olímpico Universitario, Puebla Toeschouwers: 1.500 Scheidsrechter: Javier Santos |
| 26 februari 2013 17:00 | Gil 29' Villarreal 40', 54' Trapp 45+1' | Verslag | 23' Carreiro 64' Piette | Estadio Olímpico Universitario, Puebla Toeschouwers: 1.500 Scheidsrechter: Javier Santos |

|                        |                    |                    |             |                                                                                          |
| 26 februari 2013 20:00 | Cuba               | 2 – 1              | Costa Rica  | Estadio Olímpico Universitario, Puebla Toeschouwers: 1.685 Scheidsrechter: José Peñaloza |
| 26 februari 2013 20:00 | Hernandez 13', 80' | Verslag[dode link] | 40' Ramirez | Estadio Olímpico Universitario, Puebla Toeschouwers: 1.685 Scheidsrechter: José Peñaloza |

|                        |             |                    |                               |                                                                                |
| 27 februari 2013 17:00 | Panama      | 1 – 3              | El Salvador                   | Estadio Cuauhtémoc, Puebla Toeschouwers: 9.980 Scheidsrechter: Edvin Jurisevic |
| 27 februari 2013 17:00 | Jiménez 33' | Verslag[dode link] | 55', 90+3' Henríquez 80' Peña | Estadio Cuauhtémoc, Puebla Toeschouwers: 9.980 Scheidsrechter: Edvin Jurisevic |

|                        |                                                |                    |         |                                                                                    |
| 27 februari 2013 20:00 | Mexico                                         | 4 – 0              | Jamaica | Estadio Cuauhtémoc, Puebla Toeschouwers: 39.700 Scheidsrechter: Hugo Cruz Alvarado |
| 27 februari 2013 20:00 | Zamorano 12' Bueno 43' Flores 67' Escoboza 75' | Verslag[dode link] |         | Estadio Cuauhtémoc, Puebla Toeschouwers: 39.700 Scheidsrechter: Hugo Cruz Alvarado |

### Halve finales
|                            |                         |         |      |                                                                                    |
| 1 maart 2013 17:00 (UTC−6) | Verenigde Staten        | 2 – 0   | Cuba | Estadio Cuauhtémoc, Puebla Toeschouwers: 10.568 Scheidsrechter: Hugo Cruz Alvarado |
| 1 maart 2013 17:00 (UTC−6) | Rodriguez 7' Cuevas 10' | Verslag |      | Estadio Cuauhtémoc, Puebla Toeschouwers: 10.568 Scheidsrechter: Hugo Cruz Alvarado |

|                            |             |                    |                  |                                                                             |
| 1 maart 2013 20:00 (UTC−6) | El Salvador | 0 – 2              | Mexico           | Estadio Cuauhtémoc, Puebla Toeschouwers: 33.525 Scheidsrechter: Óscar Reyna |
| 1 maart 2013 20:00 (UTC−6) |             | Verslag[dode link] | 76', 84' Briseño | Estadio Cuauhtémoc, Puebla Toeschouwers: 33.525 Scheidsrechter: Óscar Reyna |

### Derde plaats
|                            |      |                    |                |                                                                                    |
| 3 maart 2013 15:00 (UTC−6) | Cuba | 0 – 1              | El Salvador    | Estadio Cuauhtémoc, Puebla Toeschouwers: 17.140 Scheidsrechter: Raúl Castro Zuniga |
| 3 maart 2013 15:00 (UTC−6) |      | Verslag[dode link] | 90+1' González | Estadio Cuauhtémoc, Puebla Toeschouwers: 17.140 Scheidsrechter: Raúl Castro Zuniga |

### Finale
|                            |                  |              |                                              |                                                                                   |
| 3 maart 2013 18:00 (UTC−6) | Verenigde Staten | 1 – 3 (n.v.) | Mexico                                       | Estadio Cuauhtémoc, Puebla Toeschouwers: 41.621 Scheidsrechter: Enrico Wijngaarde |
| 3 maart 2013 18:00 (UTC−6) | Joya 10' (pen.)  | Verslag      | 4' Corona 100' Gómez 113' (pen.) Espericueta | Estadio Cuauhtémoc, Puebla Toeschouwers: 41.621 Scheidsrechter: Enrico Wijngaarde |

1962 · 1964 · 1970 · 1973 · 1974 · 1976 · 1978 · 1980 · 1982 · 1984 · 1986 · 1988 · 1990 · 1992 · 1994 · 1996 · 1998 · 2001 · 2003 · 2005 · 2007 · 2009 · 2011 · 2013 · 2015 · 2017 · 2018 · 2022

Jeugdtoernooi CONCACAF mannen: onder 17 · onder 15

Jeugdtoernooi CONCACAF vrouwen: onder 20 · onder 17 · onder 15